# Ophiogymna clarescens
Ophiogymna clarescens is een slangster uit de familie Ophiotrichidae.
De wetenschappelijke naam van de soort werd in 1904 gepubliceerd door René Koehler.